# 966 a.C.

## Eventos
- Inicia a construção do Templo do Senhor em Jerusalém.